# Línea de sucesión presidencial de Ecuador
La línea de sucesión presidencial de la República del Ecuador define quién podría llegar a convertirse en el presidente del Ecuador en caso de que quien esté al mando no pueda concluir sus funciones dentro del período establecido. Las causas por la cual la Presidencia pueda cambiar de titular de forma definitiva pueden ser por incapacidad física, incapacidad mental, renuncia, abandono del cargo, revocatoria del mandato, muerte o destitución de su cargo por la Asamblea Nacional.

## Base legal
De acuerdo con la Constitución Política del Ecuador, el presidente puede dejar al mando al vicepresidente de la nación por ausencia temporal. Se considera ausencia temporal la enfermedad u otra circunstancia de fuerza mayor que le impida ejercer su función durante un período máximo de tres meses, así como la licencia concedida por la Asamblea Nacional.
En el caso de que el presidente tenga que dejar el cargo de forma permanente, el vicepresidente ejercerá sus funciones por el resto del período constitucional.
Si ambas autoridades dejan sus funciones de forma permanente, el encargado de ejercer la Presidencia es el presidente de la Asamblea Nacional, aunque de manera temporal. En el término de 48 horas, el Consejo Nacional Electoral deberá convocar a elecciones para dichos cargos, sin embargo, los dignatarios elegidos solo gobernaran hasta que termine el período constitucional de sus predecesores. En caso de quedar menos de un año para que se acabe el período constitucional, el Presidente de la Asamblea Nacional ejercerá las funciones de presidente por lo que queda de período constitucional.
La cesación de funciones del presidente de la República se da, según el artículo 145 de la Constitución, en los siguientes casosː
1. Por terminación del período presidencial.
2. Por renuncia voluntaria aceptada por la Asamblea Nacional.
3. Por destitución, de acuerdo a lo dispuesto en la Constitución.
4. Por incapacidad física o mental permanente que le impida ejercer el cargo, certificada de acuerdo con la ley por un comité de médicos especializados, y declarada por la Asamblea Nacional con los votos de las dos terceras partes de sus integrantes.
5. Por abandono del cargo, comprobado por la Corte Constitucional y declarado por la Asamblea Nacional con los votos de las dos terceras partes de sus integrantes.
6. Por revocatoria del mandato, de acuerdo con el procedimiento establecido en la Constitución.

### Línea de sucesión actual
En el caso de que el presidente Daniel Noboa deje su cargo de forma definitiva, las siguientes son las personas que podrían asumir la Presidencia, según la línea de sucesiónː
| Cargo                                          | Nombre                            | Partido                     | Fecha de inicio en el cargo |
| ---------------------------------------------- | --------------------------------- | --------------------------- | --------------------------- |
| Vicepresidenta                                 | María José Pinto González-Artigas | Acción Democrática Nacional | 24 de mayo de 2025          |
| Presidente de la Asamblea Nacional             | Niels Anthonez Olsen Peet         | Acción Democrática Nacional | 14 de mayo de 2025          |
| Primera Vicepresidenta de la Asamblea Nacional | Mishel Mancheno Dávila            | Acción Democrática Nacional | 14 de mayo de 2025          |
| Segunda Vicepresidenta de la Asamblea Nacional | Carmen Tiupul Urquizo             | Pachakutik                  | 14 de mayo de 2025          |

## Hechos históricos recientes
- Tras el accidente aéreo que acabó con la vida del presidente Jaime Roldós Aguilera, el vicepresidente Oswaldo Hurtado Larrea asumió el cargo de primer mandatario.

- Después de que Abdalá Bucaram Ortiz fuera cesado en sus funciones como presidente, la vicepresidenta Rosalía Arteaga Serrano se convirtió en la primera mujer en llegar a la Presidencia, pero esto duró cinco días, ya que la función legislativa desconoció el poder de Arteaga y proclamó al presidente del Congreso Nacional, Fabián Alarcón, como presidente interino de la nación.

- Las protestas por parte de indígenas y varios otros sectores hacia el gobierno de Jamil Mahuad provocaron su derrocamiento. El vicepresidente Gustavo Noboa asumió el ejercicio de la Presidencia.

- Las protestas hacia el régimen de Lucio Gutiérrez acabaron expulsándolo del país y el vicepresidente Alfredo Palacio asumió el cargo de presidente.